# Kanał Welebicki
Kanał Welebicki (chorw. Velebitski kanal) – kanał morski w Chorwacji, który łączy Vinodolski kanal z zatoką Novigradsko more poprzez cieśninę Novsko ždrilo.

## Opis
Jego długość wynosi ok. 120 km, a szerokość od 3–4 km. Największą głębokość – 112 metrów – osiąga w okolicy wyspy Rab. Inne wyspy kanału to m.in. Goli otok, Krk, Pag i Prvić. Do kanału przylega kraina geograficzna o nazwie Ravni kotari. Wybrzeża kanału są przeważnie skaliste, słabo zaludnione, z karłowatą roślinnością albo pozbawione jej całkowicie.
Największe miejscowości nad kanałem to Senj, Sveti Juraj, Karlobag i Starigrad, które znajdują się na stałym lądzie. Przebiegają przez niego trasy promowe na wyspy Pag i Rab. Na dnie kanału położone są rury wodociągowe, zaopatrujące te wyspy w wodę.